# Sick Puppies
Sick Puppies é uma banda australiana de rock alternativo de Sydney, formada em 1997.
Sick Puppies ficou mais famoso em 2006 quando a música "All the Same" foi lançada no YouTube. O clipe foi feito para a Free Hugs Campaign (Campanha Abraços Grátis), que foi lançada em Sydney. O clipe recebeu mais de 50 milhões de execuções no site. A banda continuou com sucesso com o álbum Dressed Up as Life, que foi lançado em 2007 e entrou na Billboard 200 em 181º lugar. O terceiro álbum tem como nome Tri-Polar, e foi lançado dia 14 de julho.

## História

### Welcome to the Real World
Em 2001, a banda lançou o primeiro álbum, Welcome to the Real World. Fez sucesso na Austrália e levou a banda a ganhar a competição Triple J Unearthed, que acontece anualmente na Austrália. Como Chris Mileski não podia sair da Austrália, foi contratado no lugar dele o atual baterista Mark Goodwin.

### Dressed Up as Life
Em 2007, eles lançaram o segundo álbum, Dressed Up as Life. Nesse álbum contém o single "All the Same", que atingiu a 8ª posição no U.S. Modern Rock e também é o tema da campanha Free Hugs, cujo video ganhou o premio de video do ano do YouTube, em 2006.

### Tri-Polar
A banda foi ao estúdio de gravação em Dezembro de 2008, para escrever e gravar o próximo álbum, lançado a 14 de Julho de 2009. No terceiro álbum, contém uma música que foi escrita para o jogo Street Fighter IV, "War". "War" atingiu o Top 40 no iTunes. O primeiro single do Tripolar, "You're Going Down" foi usado como tema pelo pay per view da WWE Extreme Rules, em Junho de 2009. "You're Going Down" também atingiu o Top 10 da Billboard, na categoria "Rock". "you're going down" foi usado na trilha sonora do filme Tekken e recentemente foi usado no filme A sétima alma, filme de terror e suspense dirigido e produzido pelos responsáveis pelos filmes Pânico e A hora do Pesadelo.

## Formação
Integrantes atuais
- Bryan Scott —  Vocal, guitarra, (2016–presente)
- Emma Anzai — Baixo, vocal de apoio  (1997-presente)
- Mark Goodwin — Bateria, percussão  (2003-presente)

Ex-integrantes
- Shimon Moore — Vocal, guitarra, guitarra acústica (1997-anunciada saída da banda em 21/Out/2014)

- Chris Mileski — Bateria, percussão (1997-2003)

Membros adicionais
- Tim Pierce — Guitarra

## Discografia

### Álbuns de estúdio
- 2001 - Welcome to the Real World
- 2007 - Dressed Up as Life
- 2009 - Tri-Polar
- 2013 - Connect
- 2016 - Fury

### EP
- 1999 - Dog's Breakfast
- 2003 - Fly
- 2006 - Headphone Injuries
- 2006 - Sick Puppies EP

### Singles
| Ano  | Título                     | Posições | Posições   | Posições | Posições  | Posições | Posições | Álbum                     |
| Ano  | Título                     | AUS      | US Hot 100 | US Alt.  | Billboard | US Main. | US Rock  | Álbum                     |
| ---- | -------------------------- | -------- | ---------- | -------- | --------- | -------- | -------- | ------------------------- |
| 2001 | "Nothing Really Matters"   | —        | —          | —        | —         | —        | —        | Welcome to the Real World |
| 2001 | "Every Day"                | —        | —          | —        | —         | —        | —        | Welcome to the Real World |
| 2001 | "Rock Kids"                | —        | —          | —        | —         | —        | —        | Welcome to the Real World |
| 2003 | "Fly"                      | —        | —          | —        | —         | —        | —        | Fly                       |
| 2006 | "All the Same"             | —        | —          | 8        | —         | 36       | —        | Dressed Up as Life        |
| 2007 | "My World"                 | —        | —          | 20       | —         | —        | —        | Dressed Up as Life        |
| 2008 | "What Are You Looking For" | —        | —          | 34       | —         | —        | —        | Dressed Up as Life        |
| 2008 | "Pitiful"                  | —        | —          | —        | —         | —        | —        | Dressed Up as Life        |
| 2009 | "You're Going Down"        | —        | 108        | 11       | 12        | 2        | 8        | Tri-Polar                 |
| 2009 | "Odd One"                  | —        | —          | 15       | —         | 6        | 10       | Tri-Polar                 |
| 2010 | "Maybe"                    | 82       | 52         | 6        | —         | 20       | 15       | Tri-Polar                 |
| 2011 | "Riptide"                  | —        | —          | 14       | —         | 3        | 6        | Tri-Polar                 |